# 옹플뢰르의 눈길을 지나는 마차
옹플뢰르의 눈길을 지나는 마차(프랑스어: La Charrette, route sous la neige à Honfleur)는 프랑스 인상파 화가 클로드 모네의 1865년 유화 작품이다. 프랑스 옹플뢰르의 눈 덮인 길을 따라 나무 수레를 타고 여행하는 한 남자를 그렸다.
모네가 평생 동안 그린 약 140여점의 설경화 (雪景畵) 중 하나로서 그 중에서도 가장 먼저 그린 작품으로 추정된다. 본 작품과 비슷한 또다른 작품으로는 《겨울의 생시메옹 농장 앞길》, 《까치》, 《아르장퇴유의 눈》, 《붉은 망토》 등이 있다.
일본 우키요에 작품에서 영향을 얻은 것으로 추정되며 그 중에서도 우타가와 히로시게의 설경화인 〈오차노미즈〉(御茶之水, 1853년)와 〈가네야마의 눈 내린 뒤 맑은 날씨〉가 대상으로 지목된다. 단일 소실점, 눈의 다양한 색상 등의 세부묘사에 있어서도 우키요에의 영향이 드러나고 있음을 알 수 있다.

## 관련 작품
- 우타가와 히로시게의 오차노미즈 ( 1853년)
- 우타가와 히로시게의 가네야마의 눈 내린 뒤 맑은 날 (1830년대) , 도카이도 53경치 호에이도편

## 같이 보기
- 클로드 모네의 작품 목록